# Каменная Криница
Каменна́я Крини́ца (укр. Кам'яна́ Крини́ця) — село в Благовещенской городской общине Голованевского района Кировоградской области Украины.
Население по переписи 2001 года составляло 1359 человек. Почтовый индекс — 26412. Телефонный код — 5259.

## История
В 1930 году в селе организовали четыре колхоза: «Первая пятилетка», им. Щорса, им. Чапаева и им. Тельмана. С июля 1941 по 13 марта 1944 года в селе была немецкая власть. С 1975 по 1990 год 90 % улиц села были покрыты асфальтом. Колхоз им. Щорса прекратил свое существование в 2003 году.
До 2020 года село входило в Благовещенский район

## Известные уроженцы
- Становский, Семён Ипатьевич (1905—19??) — советский военачальник, полковник.